# Melagramma
Melagramma là một chi bướm đêm thuộc họ Noctuidae.